# Кабобланко
„Кабобланко“ (на английски: Caboblanco) е американски приключенски, драма филм от 1980 г. Режисиран е от Джей Лий Томпсън с участието на Джейсън Робардс, Чарлс Бронсън, Доминик Санда и Фернандо Рей.

## Сюжет
Гиф Хойт е американец, собственик на кафене в Кабо Бланко, Перу. След Втората световна война попада в междуособиците на търсещите убежище нацисти и техните врагове. След убийството на морски изследовател, което е обявено от корумпираната местна полиция като случайна смърт, Гиф става подозрителен. Шефът на полицията заплашва новопристигналата приятелка на убития изследовател, французойката Мари, като ѝ отнема международния паспорт и се опитва да я принуди да напусне града. Гиф се намесва, за да ѝ помогне, той подозира намеса на живеещ в района богаташ и бивш нацист Бекдорф. Оказва се, че Бекдорф се опитва да разкрие местонахождението на потънал кораб, на който има съкровище.

## В ролите
| Актьор               | Роля                      |
| -------------------- | ------------------------- |
| Чарлс Бронсън        | Гифорд „Гиф“ Хойт         |
| Джейсън Робардс      | Гюнтер Бекдорф            |
| Доминик Санда        | Мари Клер Алесандри       |
| Фернандо Рей         | Полицейски капитан Тередо |
| Саймън Маккоркиндейл | Луис Кларксън             |
| Камила Спарв         | Хера                      |
| Гилбърт Роланд       | д-р Рудолфо Рамирес       |
| Дени Милър           | Хорст                     |
| Джеймс Бут           | Джон Бейкър               |
| Хорхе Русек          | Министър на провинцията   |
| Клифтън Джеймс       | Лоримър                   |